# ممدوح السبیعی
ممدوح محمد حسن السبیعی (عربی مصری: ممدوح محمد حسن السبیعی (زاده ۱۶ سپتامبر ۱۹۸۴)) با نام مستعار بیگ رامی (به انگلیسی: Big Ramy) یک بدن‌ساز حرفه‌ای آی‌اِف‌بی‌بی اهل مصر است. او بعد از چند سال دوری از مسابقات، با دعوتنامه‌ای از طرف برگزار کنندگان مسابقات توانست در مستر المپیا ۲۰۲۰ شرکت کرده و با گذر از فیل هیث قهرمان ۷ دوره این رقابت‌ها و قهرمان دوره قبل برندون کوری مجسمهٔ ساندو را به دست آورده و قهرمان شود. او در سال ۲۰۲۱ مجدداً عنوان قهرمانی مستر المپیا را به‌دست‌آورد اما در مستر المپیا ۲۰۲۲ ساندو را به هادی چوپان واگذار کرد و در نهایت در جایگاه پنجم قرار گرفت.

## زندگی‌نامه
السبیعی در بلطیم که یکی از مناطق مسکونی و محروم شهر اسکندریه، در استان کفرالشیخ مصر است؛ متولد و بزرگ شد، وی تحصیلات خود را در زادگاهش به پایان رساند و برای امرار معاش و کسب درآمد راهی کشور کویت شد. او در آنجا به شغل ماهیگیری مشغول شده و همزمان به بدنسازی روی آورد. رامی متأهل است و دو همسر و سه دختر دارد. ازدواج دوم او در دسامبر ۲۰۲۱ که بدون اطلاع همسر اولش اتفاق افتاده بود از طریق رسانه‌ها افشاء شد. فرزند دوم او شب قبل از شرکت در مسابقات بدنسازی حرفه‌ای نیویورک به دنیا آمد.

## حرفه بدنسازی
السبیعی در سال ۲۰۰۳ وارد دنیای بدنسازی شد و این ورزش را ابتدا با هدف ساختن بدنی شبیه به برادر بزرگ‌ترش شروع کرد. بدنساز مورد علاقه او ابتدا دوریان ییتس و در ادامه ویکتور مارتینز بود.
بیگ رامی در سال ۲۰۱۰ در یکی از بزرگ‌ترین باشگاه‌های بدنسازی دنیا یعنی باشگاه اکسیژن کویت مشغول به کار شد و در این زمان تحت مربیگری دنیس جیمز بدنسازی را دنبال کرد. تنها سه سال پس از شروع تمرین، با کسب عنوان قهرمانی در المپیک آماتور ۲۰۱۲ در شهر کویت، کارت حرفه‌ای خود را به‌دست‌آورد. تا سال ۲۰۱۱، او ۲۰۰ پوند وزن داشت، وقتی پا به مرحله المپیک آماتور ۲۰۱۲ گذاشت، او با وزن ۲۸۶ پوند قهرمان شد. در سال ۲۰۱۳، السبیعی در مسابقات حرفه‌ای نیویورک مقام نخست را کسب کرد اما در مسابقات مستر المپیا همان سال به مقام هشتمی بسنده کرد. از ویژگی‌های بدنی بیگ رامی؛ قد ۱۷۸ سانتی‌متری است، او با توجه به اینکه در دسته اوپن شرکت می‌کند و از طرفی به حجیم‌ترین بدنساز تاریخ معروف است حدود ۱۴۰ کیلوگرم یا به عبارتی ۳۱۰ پوند است. او در سال ۲۰۲۰ با وجود بزرگانی همچون فیل هیث توانست مقام قهرمانی مستر المپیا را کسب کند.

## نتایج مسابقات و افتخارات
- جام طلای کویت ۲۰۱۲ - اول
- ۲۰۱۲ المپیا آماتور - ۱
- مسابقات قهرمانی حرفه ای ۲۰۱۳ نیویورک - ۱
- ۲۰۱۳ مسترالمپیا - هشتم
- مسابقات قهرمانی حرفه ای نیویورک ۲۰۱۴ - اول
- ۲۰۱۴ مسترالمپیا - هفتم
- ۲۰۱۵ آرنولد کلاسیک برزیل - ۱[۴]
- ۲۰۱۵ مسترالمپیا - ۵[۵]
- ۲۰۱۵ آرنولد کلاسیک اروپا - ۴
- 2015 EVLS Prague Pro - 2nd
- ۲۰۱۶ مسترالمپیا - ۴[۶]
- ۲۰۱۶ آرنولد کلاسیک اروپا - دوم[۷]
- 2016 IFBB کویت حرفه‌ای - اول
- 2016 EVLS Prague Pro - دوم[۸]
- ۲۰۱۷ مسترالمپیا - دوم[۹]
- ۲۰۱۷ آرنولد کلاسیک اروپا - ۱
- ۲۰۱۸ مسترالمپیا - ششم
- ۲۰۲۰ آرنولد کلاسیک - ۳
- ۲۰۲۰ مسترالمپیا - اول
- ۲۰۲۱ مسترالمپیا - اول
- ۲۰۲۲ مسترالمپیا - پنجم